# Gurthrö Steenkamp
Gurthrö Garth Steenkamp (Paarl, 12 de junio de 1981) es un exjugador sudafricano de rugby que se desempeñaba como pilar.

## Selección nacional
Fue convocado a los Springboks por primera vez en noviembre de 2004 para enfrentar al XV del Cardo y disputó su último partido en noviembre de 2014 contra la Azzurri. Jugó un total de 53 partidos y anotó 30 puntos, que fueron fruto de seis tries.

### Participaciones en Copas del Mundo
Participó de los Mundiales de Francia 2007 donde fue suplente del histórico Os du Randt, aquí se consagró campeón del Mundo y cuatro años después en Nueva Zelanda 2011 fue titular en todos los partidos que disputó su seleccionado.
| Mundial                       | Sede          | Resultado        | PJ | Tries |
| ----------------------------- | ------------- | ---------------- | -- | ----- |
| Copa Mundial de Rugby de 2007 | Francia       | Campeón          | 2  | 0     |
| Copa Mundial de Rugby de 2011 | Nueva Zelanda | Cuartos de final | 5  | 1     |

## Palmarés
- Campeón de Torneo de las Tres Naciones de 2009.
- Campeón del Super Rugby de 2007, 2009 y 2010.
- Campeón del Top 14 de 2010–11 y 2011–12.